# Noraszen (Ararat)
Noraszen – wieś w Armenii, w prowincji Ararat. W 2011 roku liczyła 3034 mieszkańców.